# Saint-Pierre-Canivet
Saint-Pierre-Canivet è un comune francese di 375 abitanti situato nel dipartimento del Calvados nella regione della Normandia.

## Società

### Evoluzione demografica
Abitanti censiti